# Encore Las Vegas
Encore Suites at Wynn Las Vegas (a menudo llamado Encore) es un resort, casino hotel localizado en el  strip de Las Vegas en Paradise, Nevada. Las habitaciones pueden ser reservadas empezando desde el 6 de febrero de 2009. El promedio del costo para las "habitaciones Resort" son de $279.[cita requerida] El resort está conectado con el otro hotel, el Wynn Las Vegas.
El 28 de abril de 2006, el hotel Wynn Las Vegas celebró su primer año de aniversario al colocar la primera piedra para un segundo hotel. Llamado Encore, la torre tiene un costo de $2.1 mil millones, 2,034 habitaciones de hotel adyacente al resort existente construido en la parte frontal de Las Vegas Blvd. Originalmente la torre estaba proyectada a ser simplemente una expansión del Hotel Wynn, el Encore ahora es un resort a escala completa del original y está programado para abrir en diciembre de 2008, con inauguración en el primer cuarto del 2008.  El hotel tiene 74,000 pie cuadrado de casino, varios restaurantes, bares, y nightclubs.  En marzo de 2008, se terminó de construir todo el edificio, y con sus 61 pisos, lo convierte en el mismo tamaño que el Wynn, los pisos 13, y 40 al 49 no serán incluidos (por la ideología occidental en la cual el número 13 es catalogado como de mala suerte, al igual que el número 4 para los asiáticos significa la muerte.) En agosto del 2007, Steve Wynn declaró que el casino sería parte de Encore y que tendría un diseño similar al del Wynn Macau.

## Galería

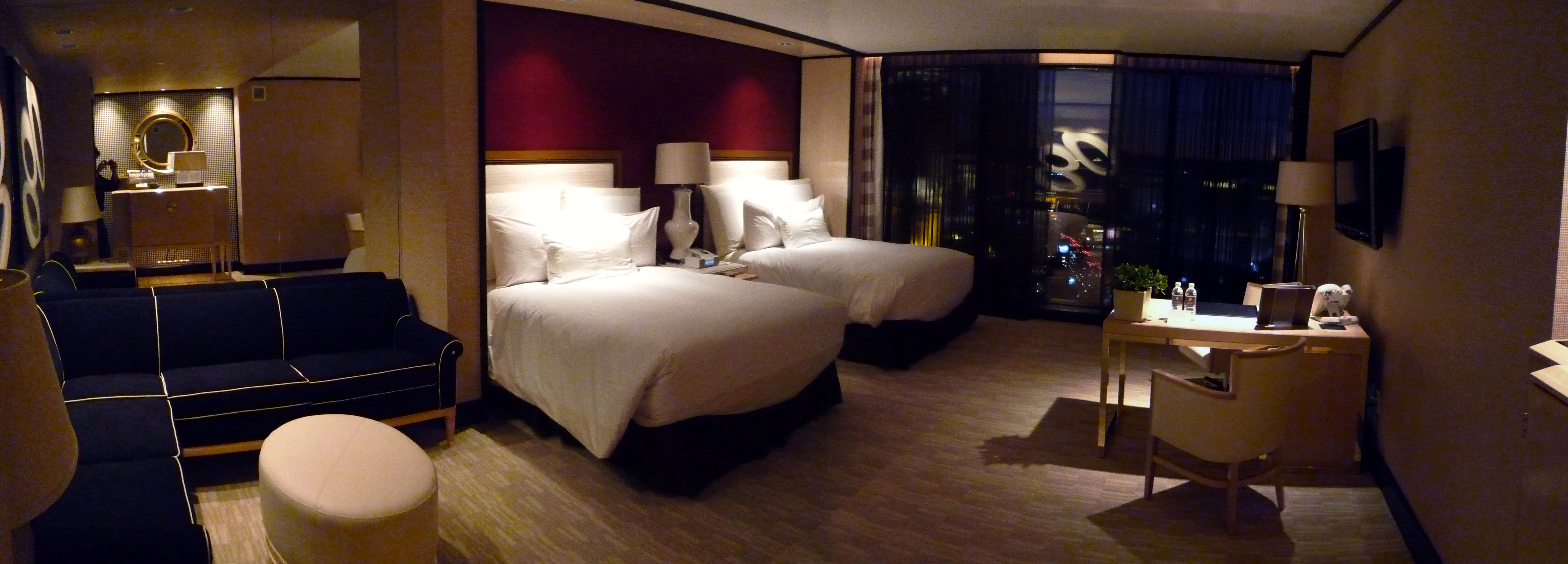
Habitación estándar de Encore Las Vegas
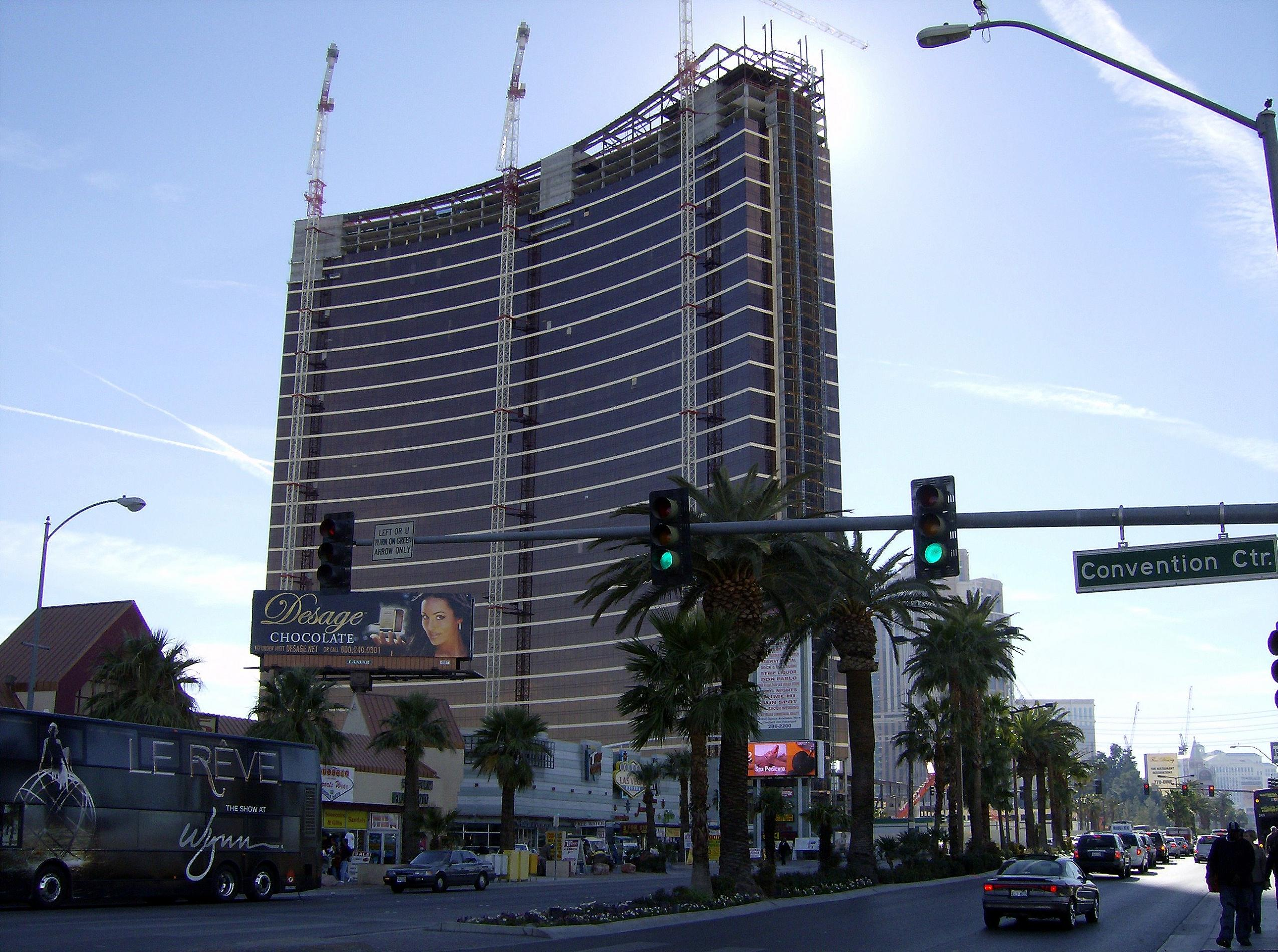
Encore en construcción desde Las Vegas Boulevard.
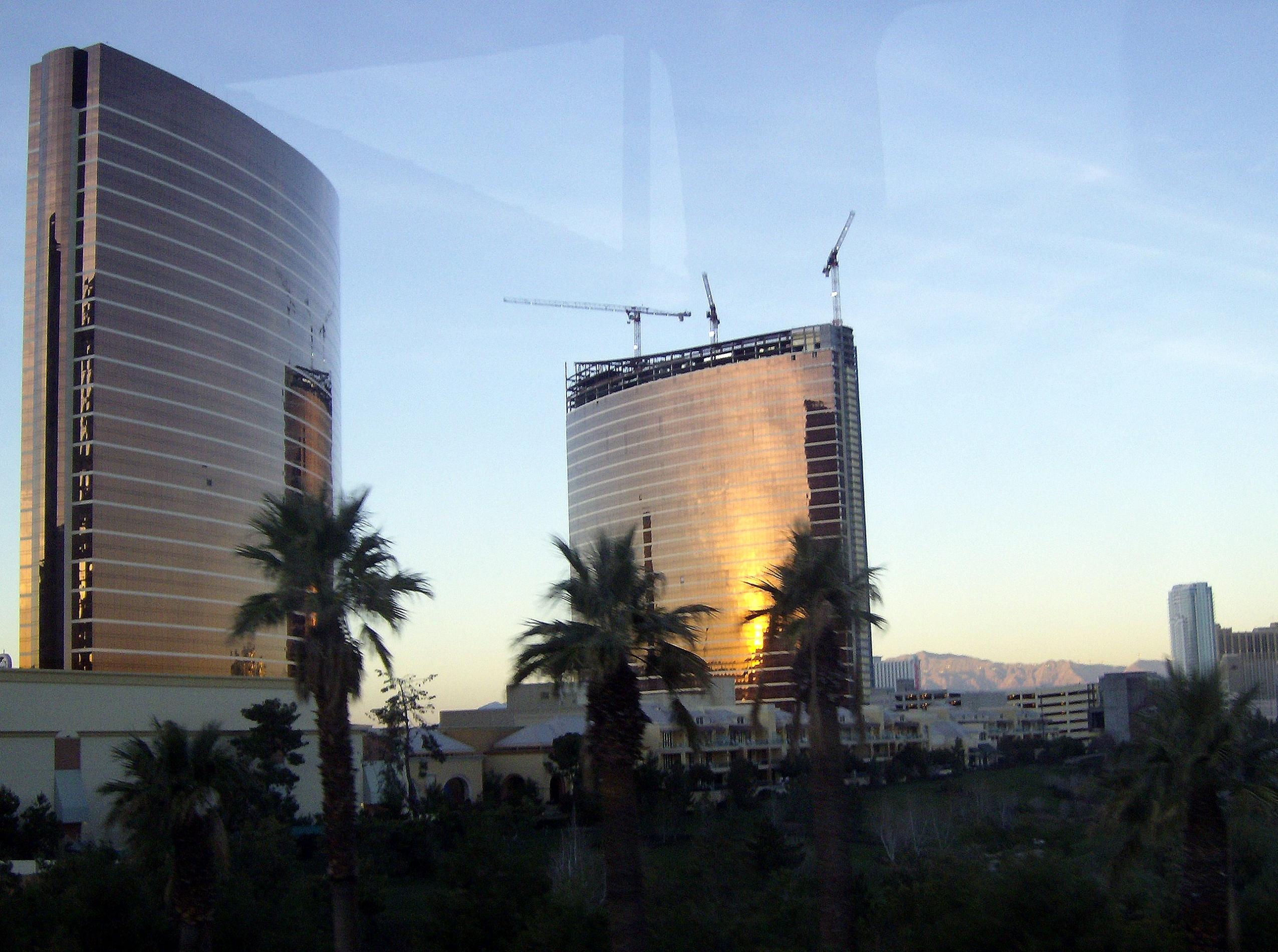
Vista de cada torre desde el Las Vegas Monorail
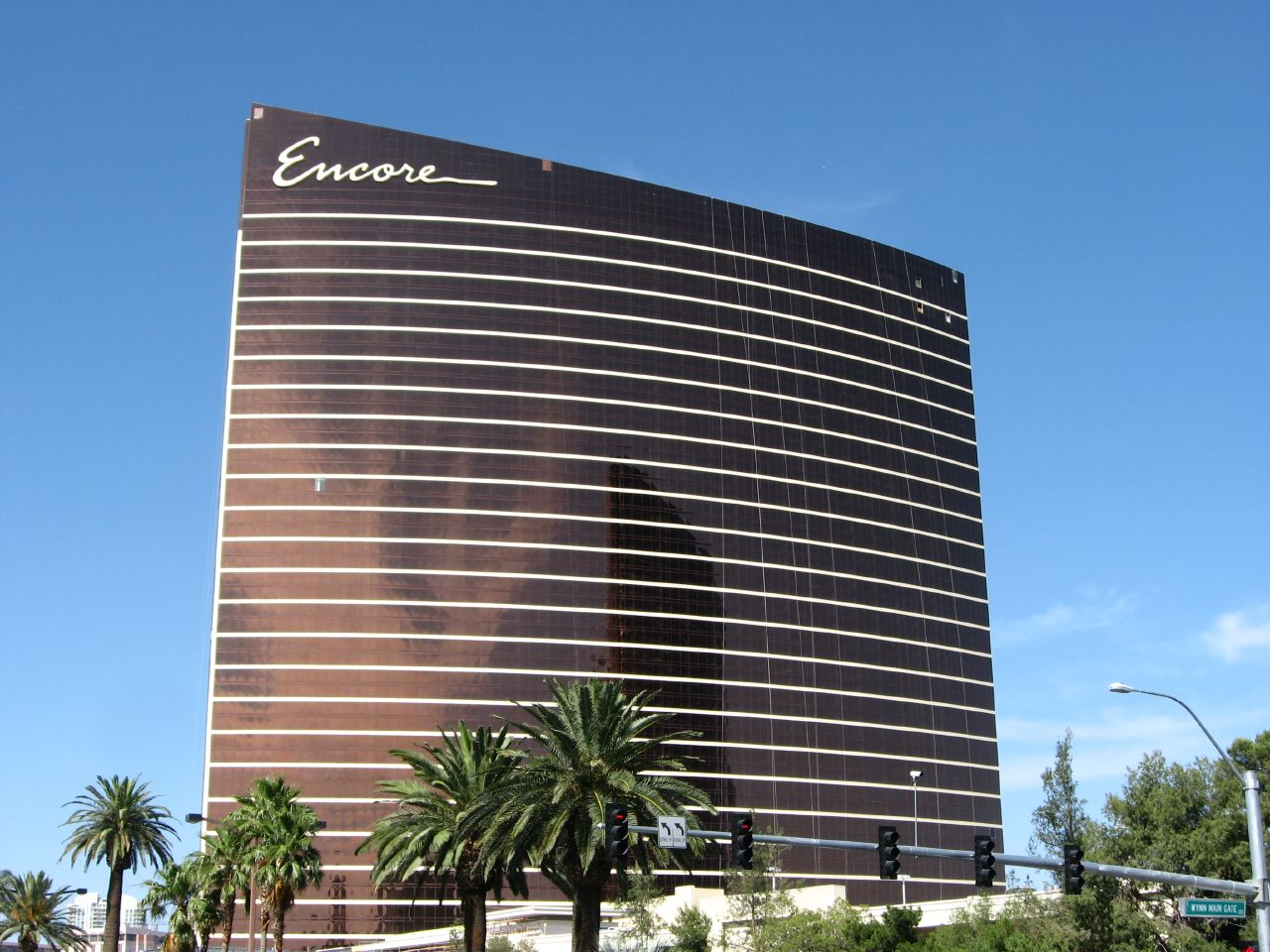
Fachada de Encore
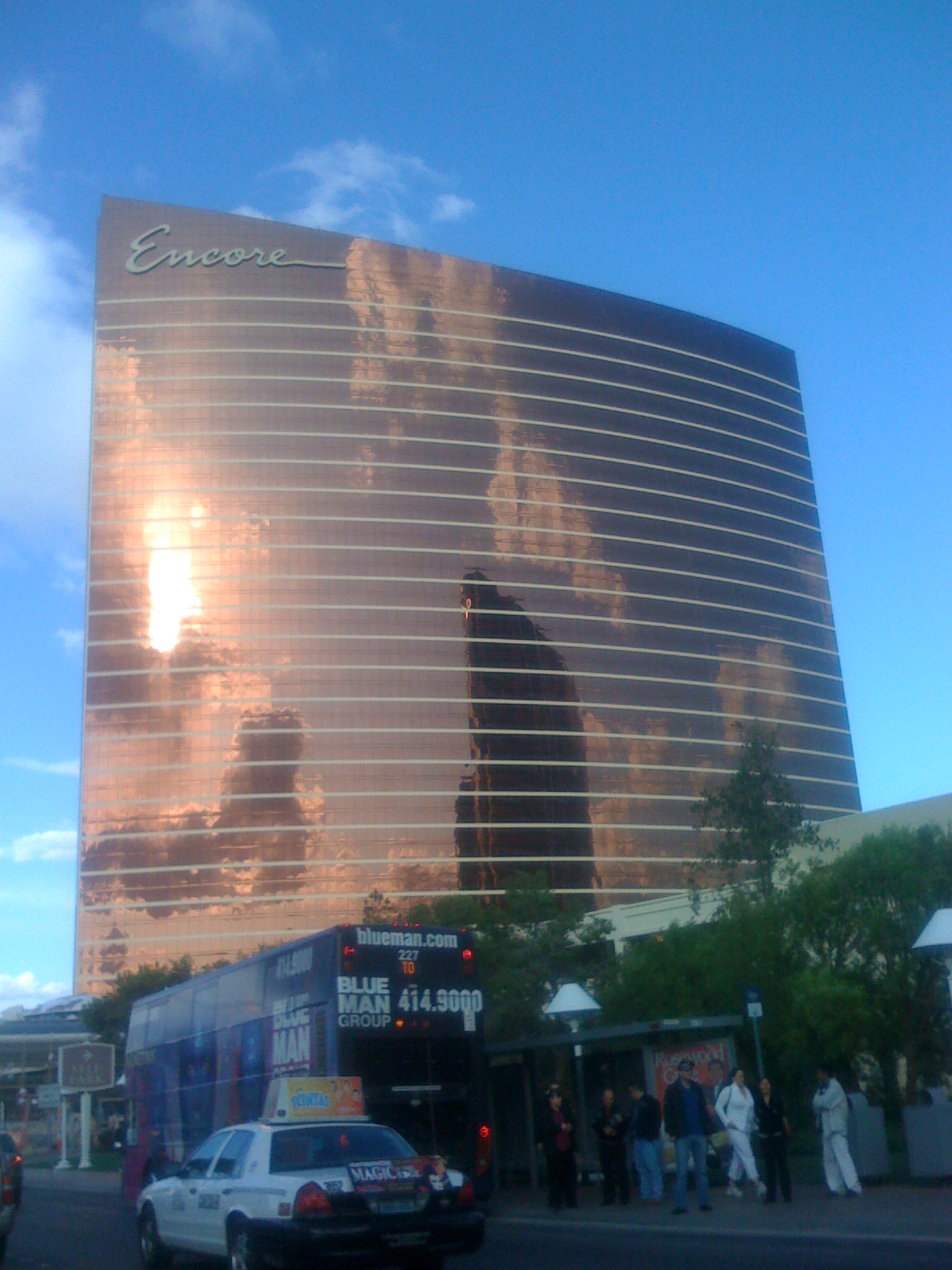
Fachada de Encore el 11 de octubre de 2008